# راوينالا
راوينالا هي إحدى مدارس المعاقين وضعاف البصر (MDVI) المعروفة في جميع أرجاء إندونيسيا بمساعدتها الطلاب ذوي الإعاقات المتعددة مثل التخلف العقلي والإعاقات الجسمية المتعددة وضعف البصر واضطرابات النمو وضعف السمع.

## معلومات تاريخية
تأسست هذه المدرسة في عام 1973 على يد مجموعة من أعضاء المجتمع الكنيسة المسيحية الجاوية، وكان بها تلميذان في عام 1973 وأصبحوا الآن 65 تلميذًا من عمر عامين حتى 40 عامًا ويعمل بها 70 موظفًا بدوام كامل. توجد مدرسة راوينالا في مدينة جاكرتا، إندونيسيا، وبها ست وحدات من البرامج التي تقدم تعليمًا خاصًا من النوع "G"، والتدريب على خدمة الصم وفاقدي البصر، إلى جانب وحدة الخدمات المبكرة ووحدة ورشة العمل ووحدة المهجع ووحدة تقديم الاستشارات الأسرية. وهذا الاسم الخاص بالمدرسة «راوينالا» مأخوذ عن كلمة قديمة من اللغة الجاوية ويعني «نور القلب».

## رؤية المدرسة
يتمثل الهدف الرئيسي لها في تزويد كل شريك من المعاقين وضعاف البصر بمستوى معيشة لائق.

## مهمة المدرسة
تهدف مدرسة راوينالا إلى توفير تعليم تأهيلي لكل شريك من المعاقين وضعاف البصر وأن تصل إليهم أينما كانوا في جميع أرجاء إندونيسيا.

## شعار المدرسة
ساعد الآخرين بيدك وقلبك